# Fakulteta za kmetijstvo in biosistemske vede v Mariboru
Fakulteta za kmetijstvo in biosistemske vede (kratica FKBV) je fakulteta, ki je članica Univerze v Mariboru. Prostore ima v prenovljenem gradu Hompoš v vasi Pivola v občini Hoče - Slivnica nedaleč od Maribora. Tja se je fakulteta preselila leta 2008, ob tej priložnosti je dobila tudi sedanje ime (prej se je imenovala Fakulteta za kmetijstvo oz. Višja/Visoka kmetijska šola). Trenutni dekan je Aleš Gregorc.
V sklopu fakultete deluje tudi Botanični vrt Univerze v Mariboru, ki spada pod fakulteto.